# Klášter sv. Jana Theologa
Klášter svatého Jana Teologa (řecky: Μονή του Αγίου Ιωάννου του Θεολόγου) je pravoslavný klášter (monastýr) v Řecku, na ostrově Patmos, ve městě Chorá. Založený byl v roce 1088 Janem Christodoulosem, jemuž ostrov daroval byzantský císař Alexios I. Komnenos. Typickým pro něj je mohutné opevnění, které klášter získal kvůli hrozbě útoku pirátů a seldžuckých Turků. Je pojmenován po autorovi knihy Zjevení, který podle textu žil na ostrově, když na něj přišly vize apokalypsy. Nejstaršími částmi kláštera jsou katholikon (hlavní kostel) a refektář z 11. století. Dvoupatrová arkáda na jižní straně kláštera byla postavena v roce 1698. V klášterní knihovně je uloženo nejméně 330 rukopisů (267 na pergamenu), včetně 82 rukopisů Nového zákona. Klášter má mezi svými relikviemi i lebku apoštola Tomáše. Od svého založení je klášter poutním místem a místem vzdělanosti. Je unikátní tím, že integroval okolní komunitu Chorá, která postupně vznikla kolem jeho opevnění. Náboženské obřady, které pocházejí z raného křesťanského období, se v klášteře provozují dodnes. V roce 1999 byl klášter zapsán na seznam Světového dědictví UNESCO v rámci položky „Historické centrum (Chorá) s klášterem svatého Jana Teologa a jeskyní Apokalypsy na ostrově Patmos“.